# 嘉善站
嘉善站是沪昆铁路的一座车站，建于1909年，站址位于浙江省嘉善县亭桥北路，隶属于上海铁路局南翔直属站，为客货运三等站。目前每日停靠嘉善站的旅客列車共二十余趟，主要为上海和南昌方向的列车；货运办理整车发到，专用线整车发到业务，每日共有3对货物列车停靠，线材、木材、牛皮纸、化肥、粮食、废钢铁等。
2024年12月10日，嘉善站停办客运业务直至2027年12月9日。嘉善当地政府计划将沪昆铁路嘉善段长12.8公里路段进行高架化：既有嘉善站南侧新建高架站，既有车站货场搬迁至魏塘街道三里桥村并新建货运联络线；同时当地规划的嘉兴至枫南市域铁路亦计划引入本站，拟计划与高架改造工程同步实施。新建嘉善高架站沪昆铁路站场规模二台六线，市域铁路站场为双岛式二台四线。此外当地还规划有嘉善至西塘市域铁路引入本站。

## 历史
嘉善站于宣统元年（1909年）4月15日随沪杭铁路（原沪杭甬铁路）浙江境内杭州至嘉善段竣工而通车，当时车站站址位于张华村（现车站路）:460。6月30日沪杭铁路嘉善站到枫泾站区间通车，7月28日沪杭铁路全线通车，其中嘉善至上海段又名沪嘉路。但由于沪杭铁路由江（苏）浙（江）两省铁路公司各自经营，两省铁路公司的火车开到枫泾后直接折返。直到民国3年（1914年）铁路收归国有，沪杭甬铁路全国统一经营并实现直通运行。嘉善站也由四等站升为三等站，客货俱办，而且快车也可停靠。
车站在建站初期设有2座站台，1916年延长至600英尺，次年建设雨棚，1918年又新建横跨站场、长55英尺的木制天桥一座。1920年车站对站房进行扩建，扩建后的设有18间房屋，厨房2间，面积2342平方呎:460。
在第二次世界大战期间，车站天桥被日军炸毁:460。日军在占领期间于车站留下了炮楼，以截断沪杭铁路和苏嘉铁路，封堵上海守军的退路。
1949年后车站站场有进行了数次扩建。1987年又重建了跨径21.1米、净空6.6米、面宽2.8米的钢制跨线天桥。1988年车站全年发送旅客40.93万人次，到达39万人次以上；平均每日解体货物列车4列，装车10辆，卸车11辆；全年发送货物15.26万吨，到达货物22.23万吨；站房售票厅面积100平方米、候车室170平方米、行李房110平方米；站场设有4条股道，包括1条正线、2条到发线和1条货物线:460。
1992年1月1日新嘉善站（即现在的嘉善站）作为沪杭铁路复线工程的一部分开工建设，站址位于原站址以西500米。12月31日11时31分，新嘉善站信号楼启用，嘉善站搬迁开始进入过渡期；1993年1月8日新嘉善站正式启用。
2001年车站货场新建货物线1条。2004年上海铁路局和嘉善县政府又出资对站前广场进行维修:460。
嘉善站在2007年中国铁路第六次提速前有31趟列车停靠，提速后客运不断萎缩，停靠列车逐步减少到9趟，客流量下降了85%；在当地政府努力下，停靠嘉善站的车次增加到15趟，但大部分集中在早上和下午，因此嘉善站在上午10点至12点不对旅客开放，该举措遭到部分旅客的不满。
由于嘉兴站计划进行旅客站房改造，部分原在嘉兴站停靠的列车分流至嘉善站和海宁站。为承接分流客流，施工方于2019年11月在嘉善站的站前广场兴建了面积1500平方米的临时候车室，原计划2020年3月1日启用，但受到新冠肺炎疫情影响最终于4月底完工。

### “嘉善小火车”

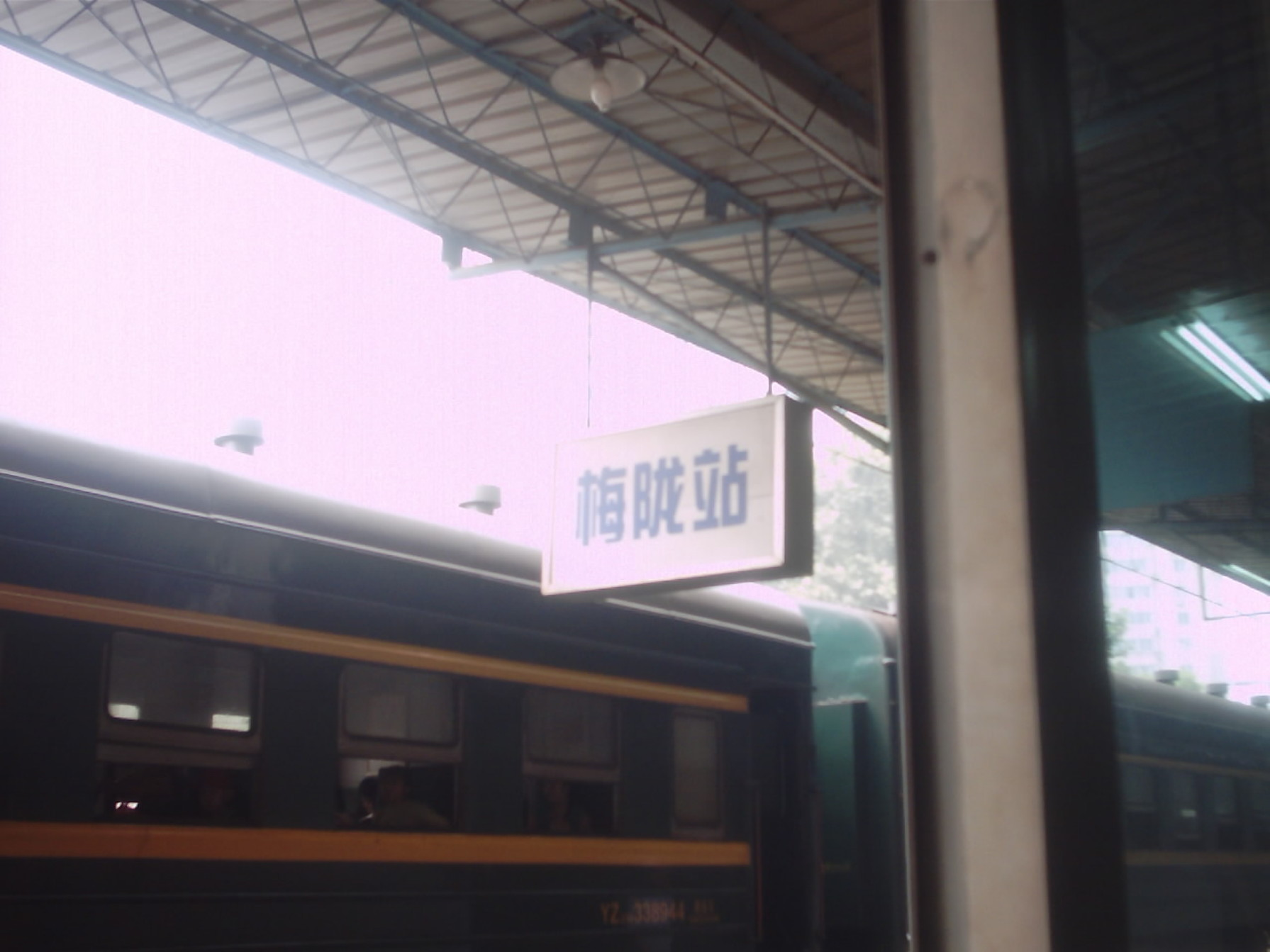
列车终到梅陇站（2006年）

1995年9月11日开始，在沪杭铁路开行的慢车取消后，上海铁路局开行了嘉善站至梅陇站的专线列车，这是嘉善站历史上唯一一趟始发车。列车本务由东风4B型柴油机车担当，挂五节22B车厢。列车每日开行三个来回，车次为S801至S806。
由于票价便宜，从嘉善到上海仅需要8元人民币；再加上起讫时间得当，在这趟专列开行的十余年间，许多嘉善市民习惯清早花上8块钱，到上海玩了一天以后再坐同样的车回来，因此这趟车也被嘉善市民称作“嘉善小火车”。列车于2006年6月24日新上海南站投用前夕停运。
2013年嘉善县政府曾向上海铁路局提出利用既有线路开行嘉善至上海南通勤列车的想法，但因上海铁路局方面认为潜在客流量、技术条件、经济效益等条件不具备而搁浅。

## 车站结构
嘉善站目前站房于1993年投入启用。站房坐北朝南，售票处设在站房西侧，设有3个窗口；进站口位于站房中部，候车室设在站房右侧，面积682.3平方米，可同时容纳600人候车；行李房面积200平方米:460。
- 嘉善站售票处
- 嘉善站候车室
- 嘉善站进入站台的台阶
- Z86次列车通过

### 站场
嘉善站站场设有正线2股、到发线3条、2座站台；每座站台长500米，并被长300米的雨棚覆盖，两座站台通过地下通道连接。车站货场设有3条货物线、通往嘉善银粮国家粮食储备库和上海铁路物流有限公司嘉善分公司的专用线2条:460。
| 侧式站台 |                                 |
| 1站台    | 沪昆铁路 往昆明方向（嘉兴东站） |
| 通过线   | 沪昆铁路下行列车通过线          |
| 2站台    | 沪昆铁路上行列车通过线          |
| 岛式站台 |                                 |
| 3站台    | 沪昆铁路 往上海方向（枫泾站）   |
| 侧线     | 沪昆铁路                        |

## 接驳交通
| 公交服务中心（嘉善火车站） | 公交服务中心（嘉善火车站） | 公交服务中心（嘉善火车站） | 公交服务中心（嘉善火车站） | 公交服务中心（嘉善火车站）                           |
| 编号                       | 路线                       | 路线                       | 路线                       | 备注                                                 |
| -------------------------- | -------------------------- | -------------------------- | -------------------------- | ---------------------------------------------------- |
| K1嘉善                     | 公交服务中心（嘉善火车站） | ⇆                          | 高铁南站                   | 经解放三村、景辰大厦·万联城                          |
| Y1嘉善                     | 嘉善客运中心（北）         | ⇆                          | 公交服务中心（嘉善火车站） |                                                      |
| Y3嘉善                     | 高铁南站                   | ↻                          | 高铁南站                   | 原 嘉善702夜班                                       |
| 122嘉善                    | 公交服务中心（嘉善火车站） | ⇆                          | 高铁南站                   | 经东龙桥、嘉华春晓 原 嘉善702日班                    |
| 203嘉善                    | 公交服务中心（嘉善火车站） | ⇆                          | 城西归谷园                 |                                                      |
| 208嘉善                    | 公交服务中心（嘉善火车站） | ⇆                          | 马家桥                     |                                                      |
| 209嘉善                    | 公交服务中心（嘉善火车站） | ⇆                          | 智果村                     |                                                      |
| 211嘉善                    | 公交服务中心（嘉善火车站） | ⇆                          | 大云                       |                                                      |
| 221嘉善                    | 公交服务中心（嘉善火车站） | ⇆                          | 范泾大道                   |                                                      |
| 223嘉善                    | 公交服务中心（嘉善火车站） | ↺                          | 南里港                     |                                                      |
| 228嘉善                    | 公交服务中心（嘉善火车站） | ⇆                          | 枫南集镇                   |                                                      |
| 701嘉善                    | 公交服务中心（嘉善火车站） | ↻                          | 公交服务中心（嘉善火车站） | 经嘉善四中、车站南路阳光西路、四季江南（北）、中医院 |
| 701嘉善                    | 公交服务中心（嘉善火车站） | ↺                          | 公交服务中心（嘉善火车站） | 经嘉善四中、车站南路阳光西路、四季江南（北）、中医院 |
| 705嘉善                    | 公交服务中心（嘉善火车站） | ↻                          | 公交服务中心（嘉善火车站） | 经罗星阁宾馆、中央公园（东）、四季江南、敬老院       |
| 705嘉善                    | 公交服务中心（嘉善火车站） | ↺                          | 公交服务中心（嘉善火车站） | 经罗星阁宾馆、中央公园（东）、四季江南、敬老院       |